# 926 (numero)
Novecentoventisei (926) è il numero naturale dopo il 925 e prima del 927.

## Proprietà matematiche
- È un numero pari.
- È un numero composto con 4 divisori: 1, 2, 463, 926. Poiché la somma dei suoi divisori (escluso il numero stesso) è 466 < 926, è un numero difettivo.
- È un numero semiprimo.
- È un numero omirpimes.
- È un numero odioso.
- È un numero intoccabile.
- È un numero palindromo e un numero a cifra ripetuta nel sistema posizionale a base 21 (222).
- È un numero palindromo e un numero ondulante nel sistema posizionale a base 25 (1C1).
- È un numero intero privo di quadrati.
- È un numero congruente.
- È un numero nontotiente (per cui la equazione φ(x) = n non ha soluzione).
- È parte della terna pitagorica  (926, 214368, 214370).

## Astronomia
- 926 Imhilde è un asteroide della fascia principale del sistema solare.
- NGC 926 è un galassia spirale della costellazione della Balena.

## Astronautica
- Cosmos 926 è un satellite artificiale russo.